# FK Dainava Alytus (2011)
Denne side handler om klubben grundlagt i 2011. For klubben, der var kendt som Dainava fra Alytus, se DFK Dainava.
Futbolo Klubas Dainava var en fodboldklub fra den litauiske by Alytus.

## Historie
Klubben blev stiftet i 2011 da de fusionerede to klubber fra Alytus (FK Alytis og FK Vidzgiris). Gik konkurs i 2014.

## Historiske slutplaceringer
Historiske slutplaceringer.
| Sæson | Niveau | Liga   | Placering | Notering |
| ----- | ------ | ------ | --------- | -------- |
| 2011. | 1.     | A lyga | 8.        | [ 2 ]    |
| 2012. | 1.     | A lyga | 7.        | [ 3 ]    |
| 2013. | 1.     | A lyga | 8.        | [ 4 ]    |
| 2014. | 1.     | A lyga | 10.       | [ 5 ]    |